# Hypostomus dlouhyi
Hypostomus dlouhyi är en fiskart som beskrevs av Weber, 1985. Hypostomus dlouhyi ingår i släktet Hypostomus och familjen Loricariidae. Inga underarter finns listade i Catalogue of Life.